# Mossula toxopei
Mossula toxopei är en insektsart som beskrevs av Heinrich Hugo Karny 1926. Mossula toxopei ingår i släktet Mossula och familjen vårtbitare. Inga underarter finns listade i Catalogue of Life.